# ماري روث راي
ماري روث راي (بالإنجليزية: Mary Ruth Ray)‏ هي موسيقية أمريكية، ولدت في 1956 في نوكسفيل في الولايات المتحدة، وتوفيت في 2013 في بروكلين في الولايات المتحدة بسبب سرطان الثدي.

## وصلات خارجية
- ماري روث راي على موقع ميوزك برينز (الإنجليزية)
- ماري روث راي على موقع أول ميوزيك (الإنجليزية)
- ماري روث راي على موقع ديسكوغز (الإنجليزية)